# Sint-Kruis-Winkel
Sint-Kruis-Winkel är en ort i Belgien.   Den ligger i provinsen Östflandern och regionen Flandern, i den nordvästra delen av landet, 50 km nordväst om huvudstaden Bryssel. Sint-Kruis-Winkel ligger 6 meter över havet och antalet invånare är 1 169.
Terrängen runt Sint-Kruis-Winkel är mycket platt. Runt Sint-Kruis-Winkel är det tätbefolkat, med 383 invånare per kvadratkilometer.. Närmaste större samhälle är Gent, 13,6 km sydväst om Sint-Kruis-Winkel. 
Runt Sint-Kruis-Winkel är det i huvudsak tätbebyggt.